# Electronic Performance Support System
In informatica, un Electronic Performance Support System (sistema di supporto per le prestazioni elettroniche), indicato anche con l'acronimo EPSS indica un sistema software di gestione della conoscenza, atto a migliora le prestazioni di un utente, aiutandolo nell'impiego di sistemi informatici ad elevata complessità.

## Utilizzi
L'adozione di un EPSS da parte di un'organizzazione permette di ridurre i costi della formazione del personale coinvolto nell'uso di sistemi software incrementandone la produttività e le prestazioni. Permette ai suoi fruitori di svolgere le attività legate al sistema software con il minimo intervento di supporto esterno (ad esempio help desk) o di formazione. Utilizzando questo genere di sistemi un impiegato coinvolto nell'uso di sistemi software, ed in particolar modo un nuovo impiegato, sarà in grado di ultimare le proprie attività più velocemente ed accuratamente, imparando molto di più sulle procedure dei software che utilizza nel proprio lavoro ed in generale sulla attività della organizzazione in cui opera.
Un EPSS si impiega normalmente per l'addestramento e la formazione di nuove risorse che devono essere operative immediatamente, in situazioni in cui il normale addestramento non è praticabile o non è disponibile, oppure quando l'addestramento è relativo a processi ed attività a curva di apprendimento molto bassa o di complessità tale da non poter essere memorizzate dagli utenti in tempi brevi.
Sistemi EPSS sono utili anche per risorse già esperte o addestrate, quando si presentano situazioni quali l'introduzione di un nuovo sistema informativo aziendale o di nuovi strumenti informatici  (e.g. Customer Relationship Management, Enterprise Resource Planning), l'informatizzazione di attività prima svolte manualmente o con altri strumenti, attività in cui gli addetti devono utilizzare sistemi e/o processi e/o prodotti complessi (come nel caso di alcuni call center).
Ci sono diverse vedute sui componenti e le caratteristiche di un EPSS. Per esempio per Barker and Banerji's (1995), un EPSS ha quattro differenti livelli funzionali, e questi dovrebbero essere portati avanti insieme per riuscire pienamente con successo. Il primo livello è l'interfaccia utente ed il database; il secondo è un generico insieme di tools (come help system, documentation, text retrieval system, intelligent agents, tutoring facility, simulation tools, and communication resources); il terzo è una specifica applicazione di supporto; ed il livello finale è uno specifico dominio applicativo  (scuole, banche, esercito, etc.).

## Vantaggi
1. Riduce la complessità e/o il numero di passi richiesti per svolgere un task
2. Permette di individuare informazioni sulle prestazioni di cui un impiegato necessita per svolgere un task
3. Fornisce un sistema di supporto alle decisioni che abilita un impiegato ad identificare l'azione che è più appropriata per un particolare insieme di condizioni

## Definizioni
Nel libro Electronic performance support systems: how and why to remake the workplace through the strategic application of technology, pubblicato nel 1991, Gloria Gery definisce EPSS come:
un ambiente digitale integrato che è disponibile e facilmente accessibile a ciascun impiegato ed è strutturato per fornire un accesso on-line immediato e personalizzato all'intera varietà di informazioni, software, guide, consulenza ed assistenza, dati, immagini, strumenti, valutazioni e sistemi di monitoraggio permettendo prestazioni di lavoro con il minimo supporto ed intervento di altri.

## EPSS v. Help Online
Un sistema di EPSS deve essere ben distinto dal tradizionale sistema di help online (aiuto in linea). Infatti il tradizionale aiuto in linea solitamente supporta la singola applicazione software (ad esempio, il software di gestione ordini, oppure il software gestione paghe, etc.) e non è necessariamente focalizzata su di un insieme di attività (che possono riguardare più di un'applicazione) riferite ad attività lavorative all'interno di un processo più ampio. Con l'help online spesso quasi sempre non sono disponibili referenze incrociate tra i diversi applicativi, e le informazioni sono limitate e raramente messe in relazione al contesto del task che si sta eseguendo. La criticità maggiore, probabilmente, è che i sistemi di aiuto in linea non possono essere personalizzati per ogni utente per un'attività lavorativa. Infatti le stesse videate di un software potrebbero richiedere input differenti da parte dell'utente al variare dell'attività o dell'utente stesso.